# Aa (Viru-Ouest)
Aa est un village de la commune de Lüganuse du comté de Viru-Est en Estonie.
Au 31 décembre 2011, il compte 289 habitants.